# 마법 (해리 포터)
《해리 포터》에서의 마법(영어: Magic)은 지팡이와 마법 약을 이용하여 마법이 가능하다. 숙련자라면 지팡이가 없거나 주문을 말하지 않아도 효력이 나타난다.